# 高カリウム性周期性四肢麻痺
高カリウム性周期性四肢麻痺(こうかりうむせいしゅうきせいししまひ、英: Hyperkalemic periodic paralysis, HYPP, HyperKPP)とは、血中カリウムの値が高くなって麻痺が起こるタイプの周期性四肢麻痺。常染色体優性遺伝する遺伝病で、希少疾患である。
難病法により、指定難病となった。
以降では、難病法で用いるために作成された診断基準から、HYPPの診断基準に関係する部分のみ略記する。その他は周期性四肢麻痺を参照のこと。

## 診断
①②③に加え⑥あるいは⑦を認めて、除外診断を除外でき、①の項目を一部しか満たさない場合⑤を認めれば、診断として確実とされている。
①②③④を認めて、除外診断を除外でき、①の項目を一部しか満たさない場合⑤を認めれば、診断としてほぼ確実とされている。
①以下のすべての特徴を持つ麻痺（筋力低下）発作を呈する。
- 意識は清明。
- 発作時血清カリウム濃度が高値あるいは正常を示す。
- 呼吸筋・嚥下筋は侵されない。
- 発作持続は数10分から数時間程度。
- 寒冷、果物など高カリウム食の摂取、空腹あるいは安静（不動）が誘因となった発作がある。

② 発症年齢は15歳まで。
③ 発作のない期間には筋力低下を認めない。
④ ミオトニーを認める。以下の１あるいは２。
1. 臨床的にミオトニー （筋強直現象）がある。
（具体例）
眼瞼の強収縮後に弛緩遅延がみられる(lid lag)。
手指を強く握った後に弛緩遅延が認められる（把握ミオトニー、グリップミオトニア）。
診察用ハンマーで母指球や舌などを叩くと筋収縮が見られる（叩打ミオトニー、パーカッションミオトニア）。
なお、ミオトニーの程度は、軽い筋のこわばり程度で気づきにくいものもある。 繰り返しでの増悪（パラミオトニー）、寒冷での悪化を認めることがある。
2. 針筋電図でミオトニー放電がある
⑤ 発作のない期間に、特殊な筋電図検査であるProlonged exercise test（運動試験）で振幅の漸減現象を認める。 （有用なのは麻痺発作時の臨床的観察ができていない場合）
⑥ 常染色体性優性遺伝の家族歴がある。 
⑦ 骨格筋型Naチャネルのαサブユニットの遺伝子に本疾患特異的な変異を認める。
除外診断
二次性のHYPPをもたらすような疾患（カリウム保持性の利尿薬、アジソン病、腎不全など）。
ミオトニーを呈する他の疾患（筋緊張性ジストロフィーや先天性ミオトニーなど）。